# Melaleucococcus phacelopilus
Melaleucococcus phacelopilus är en insektsart som beskrevs av Sunita Bhatti 1990. Melaleucococcus phacelopilus ingår i släktet Melaleucococcus och familjen pärlsköldlöss. Inga underarter finns listade i Catalogue of Life.